# 사프디 형제
조슈아 사프디(Joshua Safdie, 1984년 4월 3일 ~ )와 베니 사프디(Benny Safdie, 1986년 2월 24일)는 미국의 영화 감독, 영화 각본가 형제이다. 동생 베니는 배우로서도 활발히 활동중이다.

## 작품 목록

### 장편 영화
| 제목                       | 연도 | 감독            | 각본        | 제작                 | 촬영          | 편집        | 배우        |
| -------------------------- | ---- | --------------- | ----------- | -------------------- | ------------- | ----------- | ----------- |
| 《도난당하는 것의 즐거움》 | 2008 | 조쉬            | 조쉬        | 조쉬                 | 조쉬          | 조쉬 & 베니 | 조쉬        |
| 《아빠의 천국》            | 2008 | 조쉬와 베니     | 조쉬와 베니 | 빈칸                 | 조쉬          | 조쉬와 베니 | 조쉬        |
| 《레니 쿠크》              | 2008 | 조쉬와 베니     | 빈칸        | 빈칸                 | 조쉬          | 베니        | 빈칸        |
| 《헤븐 노우즈 왓》         | 2014 | 조쉬와 베니     | 조쉬        | 빈칸                 | 빈칸          | 베니        | 빈칸        |
| 《굿타임》                 | 2017 | 조쉬와 베니     | 조쉬        | 빈칸                 | 빈칸          | 베니        | 베니        |
| 《언컷 젬스》              | 2019 | 조쉬와 베니     | 조쉬와 베니 | 빈칸                 | 빈칸          | 베니        | 빈칸        |
| 《그녀의 조각들》          | 2020 | 코르넬 문드럭초 | 카타 웨버   | 애슐리 로빈슨 외 2명 | 벤자민 로웨브 | 데이빗 얀초 | 베니 사프디 |
| 《더 스매싱 머신》         | 2025 | 베니            | 베니        | 베니 외 4명          | 빈칸          | 빈칸        | 빈칸        |
| 《마티 슈프림》            | 2025 | 조쉬            | 조쉬 외 1인 | 조쉬 외 4명          | 빈칸          | 빈칸        | 빈칸        |